# Mörtsjön, Täby
Mörtsjön är en liten skogssjö i Täby kommun i kommundelen Skarpäng. Sjön omges  av ett gungflybälte på de flesta håll. På grund av dagvattentillflöde från ett intilliggande villaområde har sjön övergått från ett näringsfattigt till ett näringsrikt tillstånd. Mörtsjön ingår tillsammans med den mindre Kärringsjön i ett Natura 2000-område med brunvattensjöar, kärr, mossar och lövsumpskog. Det går ett elljusspår runt sjön.
Mörtsjön har en yta på 0,04 km2 och ett maxdjup på 4,2 m. Dess höjd över havet är 20 m. Den avvattnas via  Fjäturen.

## Delavrinningsområde
Mörtsjön ingår i delavrinningsområde (659404-162532) som SMHI kallar för Mynnar i Fjäturen. Medelhöjden är 26 meter över havet och ytan är 1,84 kvadratkilometer. Det finns inga avrinningsområden uppströms utan avrinningsområdet är högsta punkten. Vattendraget som avvattnar avrinningsområdet har biflödesordning 4, vilket innebär att vattnet flödar genom totalt 4 vattendrag innan det når havet efter 69 kilometer. Avrinningsområdet består mestadels av skog (35 procent). Avrinningsområdet har 3,01 kvadratkilometer vattenytor vilket ger det en sjöprocent på 8,1 procent. Bebyggelsen i området täcker en yta av 15,41 kvadratkilometer eller 42 procent av avrinningsområdet.